# Consumo conspícuo

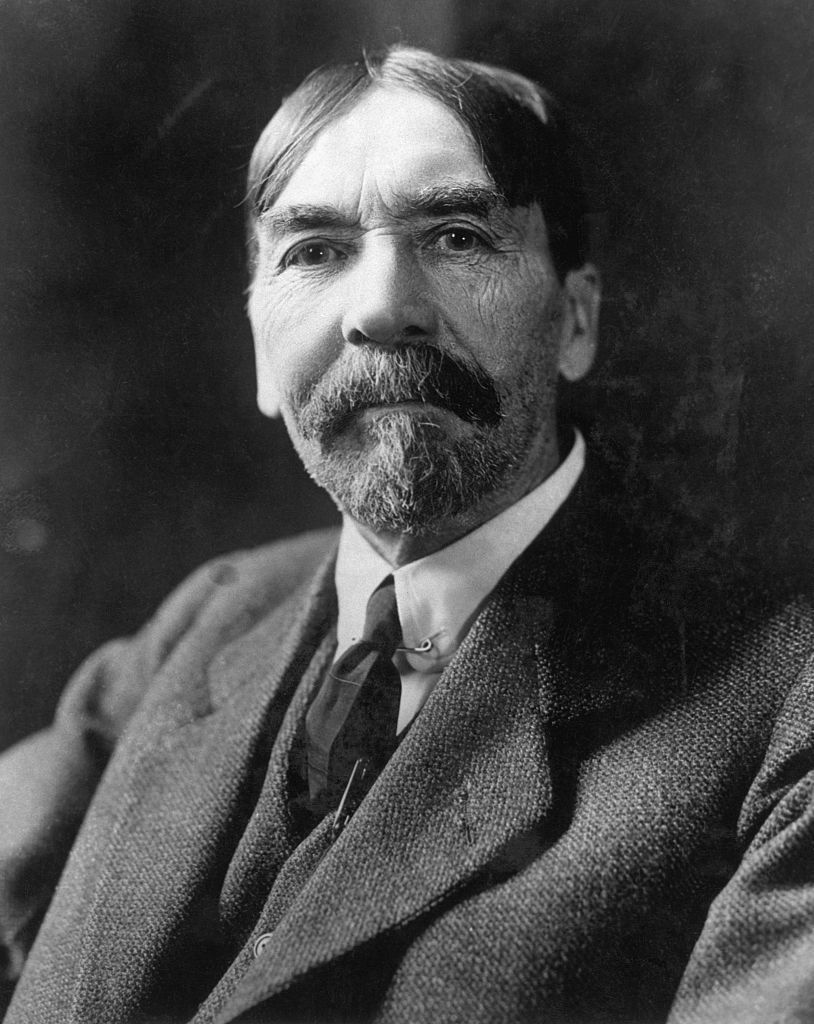
Thorstein Veblen, economista que cunhou a expressão "consumo conspícuo" em 1899

Em sociologia e economia, consumo conspícuo ou consumo ostentatório refere-se à prática de consumir, de maneira ostensiva, bens e serviços de alto preço e alto valor simbólico, como demonstração pública da riqueza do consumidor, no intuito de alcançar ou manter um certo status social. A prática é comum entre as classes sociais mais ricas.
O conceito de consumo conspícuo foi estabelecido pelo economista e sociólogo estado-unidense Thorstein Veblen (1857-1929), em sua obra A Teoria da Classe Ociosa (The Theory of the Leisure Class: An Economic Study in the Evolution of Institutions), publicada em 1899. 
No livro, Veblen identifica, descreve e explica as características comportamentais dos nouveaux arrivés  (literalmente, os 'recém-chegados': arrivistas ou novos ricos), cuja fortuna estaria ligada à acumulação de capital  durante a Segunda Revolução Industrial (1860-1914) e que deviam  sua ascensão à classe ociosa "ao exercício de características e propensões que não devem ser classificados como proezas no sentido antigo".:249 Naquele contexto, o termo "consumo conspícuo" era aplicado estritamente a homens, mulheres e famílias da classe alta que empregavam sua riqueza como meio de manifestar publicamente seu poder e prestígio social, real ou aparente. O autor observa que "a base sobre a qual repousa a boa reputação [de uma pessoa] em qualquer comunidade industrial altamente organizada é a força pecuniária, sendo que os meios de demonstrar força pecuniária e, portanto, de ganhar ou manter um bom nome, são o ócio e o consumo conspícuo de bens".:84